# Deh-e Khahlīfeh
Deh-e Khahlīfeh (persiska: Deh-e Kahlīfeh, ده خلیفه, وحدت آباد, Vaḩdatābād) är en ort i Iran.   Den ligger i provinsen Kohgiluyeh och Buyer Ahmad, i den centrala delen av landet, 600 km söder om huvudstaden Teheran. Deh-e Khahlīfeh ligger 469 meter över havet och antalet invånare är 473.
Terrängen runt Deh-e Khahlīfeh är varierad.Runt Deh-e Khahlīfeh är det ganska glesbefolkat, med 45 invånare per kvadratkilometer. Närmaste större samhälle är Dūk, 6,5 km nordost om Deh-e Khahlīfeh. Trakten runt Deh-e Khahlīfeh är ofruktbar med lite eller ingen växtlighet.